# Прелесје (Шентруперт)
Прелесје (словен. Prelesje) је насељено место у општини Шентруперт, регија Југоисточна Словенија, Словенија.

## Историја
До територијалне реорганизације у Словенији било је у саставу старе општине Требње.

## Становништво
У попису становништва из 2011. године, Прелесје је имало 116 становника.
| Број становника према пописима | Број становника према пописима | Број становника према пописима |
| ------------------------------ | ------------------------------ | ------------------------------ |
| 1991                           | 2002                           | 2011                           |
| 105                            | 121                            | 116                            |